# Assessoria Jurídica General de la Defensa
La Assessoria Jurídica General de la Defensa és un òrgan d'Espanya depenent de la Subsecretaria de Defensa.

## Titular
L'actual Assessor Jurídic General de la Defensa és el general conseller togat Ricardo Cuesta del Castillo.

## Funcions i estructura
L'Assessoria Jurídica General de la Defensa emet els informes jurídics preceptius, d'acord amb les disposicions vigents, i evacua aquells que li siguin sol·licitats pels òrgans superiors i directius del Ministeri.
La funció d'assessorament jurídic, funció única en l'àmbit del Ministeri, s'exerceix sota la direcció de l'Assessor Jurídic General de la Defensa qui, a tal fi, pot dictar instruccions a les assessories jurídiques de les casernes generals dels exèrcits i a qualsevol altra en l'àmbit del Ministeri, així com evacuar les consultes que li formulin tendents a assegurar la deguda coordinació i unitat de criteri.
Sense perjudici de les competències específiques del Ministre i del Subsecretari de Defensa, l'Assessoria Jurídica General és l'encarregada de les relacions del Ministeri amb els òrgans de govern de la jurisdicció militar, la Fiscalia Togada i la Advocacia General de l'Estat-Direcció del Servei Jurídic de l'Estat.
Les funcions anteriors són desenvolupades per personal pertanyent al Cos Jurídic Militar.
El càrrec d'Assessor Jurídic General és exercit per un general conseller togat, en situació de servei actiu, que té precedència sobre els altres càrrecs del Cos Jurídic Militar.